# Bythinella reyniesii
Bythinella reyniesii es una especie de molusco gasterópodo de la familia Hydrobiidae en el orden de los Mesogastropoda.

## Distribución geográfica
Se encuentra en: Andorra, Austria y Francia.